# Љута (Котор)
Љута је насеље удаљено 7 km од Котора, и налази се у самом срцу Бококоторског залива, на северној страни општине Котор. Крај насеља Љута пролази омањена река Љута по којој је насеље добило име 
У средишњем делу насеља Љута, на уздигнутом и ограђеном каменом платоу у непосредној близини мора, налази се барокна црква посвећена св Петру. Њена изградња је почела око 1700. године да би коначно била завршена 1780. године. Изграђена је клесаним каменим квадерима које су мештани - поморци довозили са Корчуле. Тај датум је, уз помен патрона цркве уклесан је на западној фасади. Унутрашњост цркве је подељена на пространи наос покривен таваницом, нешто ужи олтарски простор који има квадратну основицу и свод који се преко ребара ослања на угаоне пиластре. Просторни распоред ове цркве подсећа на цркву Госпа од Шкрпјела која је највероватније и била узор градитељима. У цркви се налазе три мермерна олтара. На централном олтару је олтарна пала на којој је приказан св. Петар, патрон цркве, са анђелима. 
На јужном олтару, посвећеном св. Луки, задужбини капетана Луке Радимира, приказана је група светитеља. Обе слике су рад истог мајстора, млетачког сликара Фонте Баса. 
На северном олтару, задужбини помораца Дабиновића, рад је мало познатог млетачког мајстора Микеле Ђирардија је сребром окована Богородица са Христом, типа Одигитрије, која је већ вековима, од 1855. године због завета датог за време колере, посебно поштована од мештана.